# Estrella variable semirregular
Las estrellas variables semirregulares son estrellas gigantes y supergigantes de tipos espectrales intermedios y tardíos que muestran una considerable periodicidad en sus cambios de luminosidad, acompañada y, a veces interrumpida, por períodos irregulares. Los períodos están en el rango de 20 a más de 2000 días, mientras que las formas de las curvas de luz pueden ser diferentes y variables en cada ciclo. Las amplitudes pueden ser desde varias centésimas a varias magnitudes (normalmente 1 o 2 magnitudes en la banda V).
Las variables semirregulares (abreviadas SR en inglés) se clasifican en varios subtipos:
- SRA: Gigantes de tipos espectrales tardíos (M, C, S o Me, Ce, Se) que muestran periodicidad persistente y normalmente pequeñas amplitudes, menores de 2,5 magnitudes en la banda V. Un ejemplo de este subtipo es Z Aquarii. Las amplitudes y las formas de la curva de luz generalmente varían y los períodos están en el rango de 35 a 1200 días. Muchas de estas estrellas difieren de las variables Mira solo en que sus amplitudes son menores.

- SRB: Gigantes de tipos espectrales tardíos (M, C, S o Me, Ce, Se) con una periodicidad poco definida (ciclos medios en el rango de 20 a 2300 días) o con intervalos alternos de cambios regulares e irregulares. Algunas incluso dejan de variar durante un cierto tiempo. Dos ejemplos representativos son RR Coronae Borealis y AF Cygni. A toda estrella de este tipo se le puede asignar un cierto período medio. En algunos casos se observa la existencia simultánea de dos o más períodos de variación de luz.

- SRC: Supergigantes de tipos espectrales tardíos (M, C, S o Me, Ce, Se) con amplitudes de magnitud 1 y períodos de variación de luz desde 30 días a varios miles de años. Mu Cephei es un brillante ejemplo de esta clase.

- SRD: Gigantes y supergigantes de tipos espectrales F, G y K, algunas veces con líneas de emisión en su espectro. Las amplitudes en la variación de luz están en el rango de 0,1 a 4 magnitudes, y el rango de períodos es de 30 a 1100 días. Las estrellas SX Herculis y SV Ursae Majoris son ejemplos de  esta clase.